# Верхнецнинская плотина
Верхнецнинская плотина (цнинский бейшлот) — плотина на Цне, одно из старейших гидротехнических сооружений России, часть Вышневолоцкой водной системы, построена гидротехником-самоучкой, российским купцом монгольского происхождения М. И. Сердюковым в 1722 году по указу Петра I. Расположена в центре Вышнего Волочка Тверской области, между улицей Подбельского и Бейшлотской набережной. Памятник истории и архитектуры федерального значения.

## История

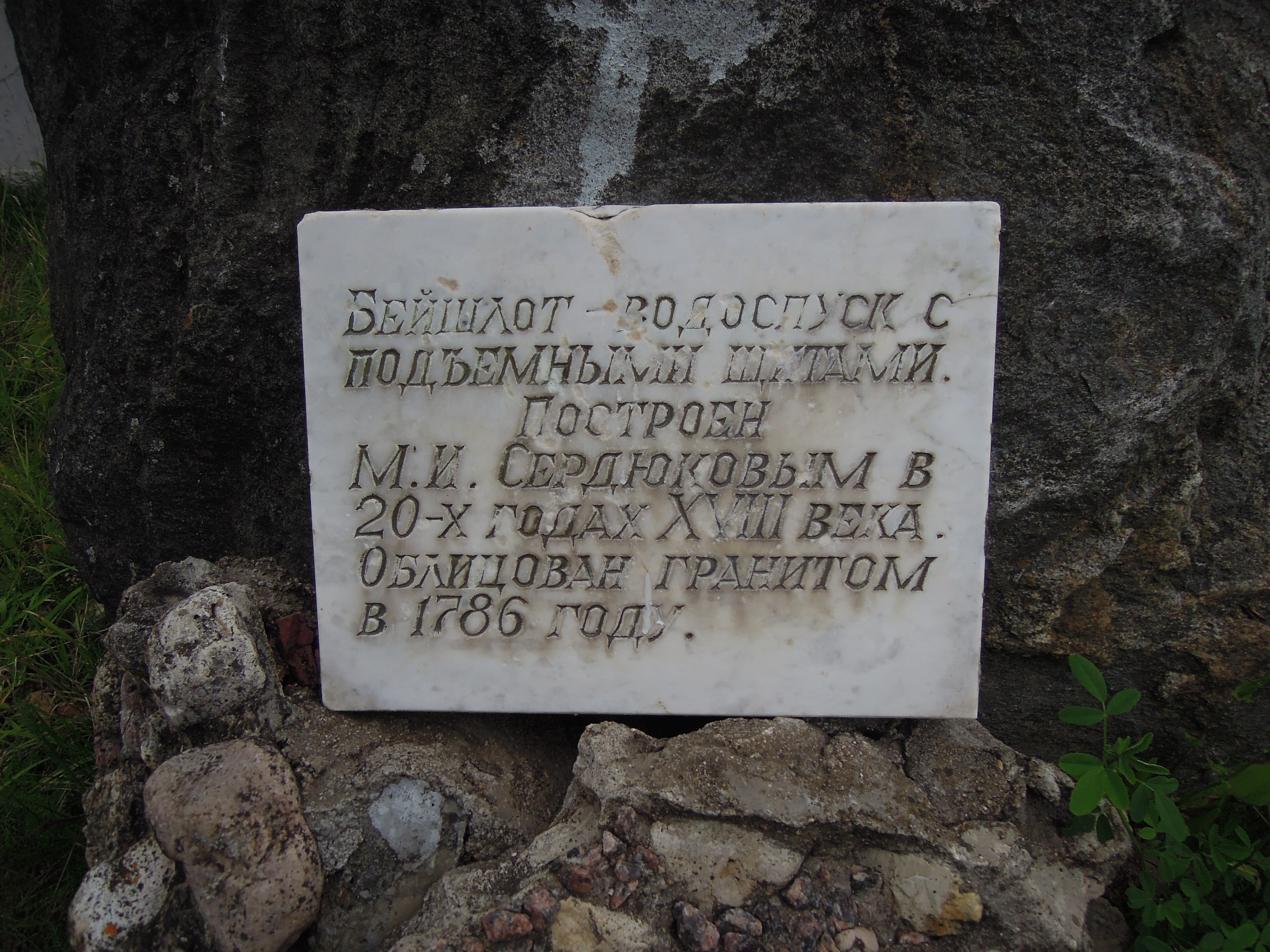
Памятный камень перед входом на плотину

Первоначально бейшлот (то есть двухпролётная плотина) был построен из дерева, а в 1786 году, после визита Екатерины II в Вышний Волочёк, облицован камнем (гранитом), и до настоящего времени сохранила свой исторический облик. Представляет собой гранитную плотину с деревянными запорными щитами. Деревянные щиты поднимаются и опускаются с помощью специального устройства — передвижной лебёдки. Во время использования Вышневолоцкой водной системы для судоходства использовалась с целью поддержания необходимого уровня воды в верхнем, по отношению к плотине, городском бьефе, по которому суда двигались к Санкт-Петербургу. С 1892 года после завершения судоходства по Вышневолоцкой водной системе используется для санитарных попусков весенних вод из городского бьефа во Мстинское водохранилище (озеро Мстино). Ниже по течению в 25 километрах расположена Мстинская плотина.
На плотине и ниже плотины — обширное рыболовство. Объектами любительского лова на Верхнецнинской плотине являются следующие виды рыб: судак, сом, налим, окунь, линь, карась, лещ, язь, плотва, щука, карп. Основная масса рыбы поднимается к Верхнецнинской плотине в весенний период с северной части озера Мстино (Мстинского водохранилища) и соединённых с озером Мстино (Мстинским водохранилищем) протоками озёр (озера Имоложье, Островно, Ширяево, Тубосс, Шепелькино, Ящино, Дивинец и др.) Глубина на самой плотине составляет от 1 до 3 м. Сразу за плотиной наибольшая глубина достигает 8 м, средняя глубина ниже плотины 5—6 м. С левой стороны плотины расположена бейшлотская заводь с глубинами от 3 до 6 м.
Верхнецнинская плотина — главная достопримечательность Вышнего Волочка и постоянно посещается экскурсионными группами.
В 2013 году плотина была огорожена забором с колючей проволокой со ссылкой на то, что является судоходным гидротехническим сооружением, поскольку эксплуатирующая плотину организация ФГБУ «Канал имени Москвы» до сих пор считает плотину судоходной, несмотря на то, что судоходства в Вышнем Волочке и по Вышневолоцкой водной системе с XIX века нет. Сотрудниками, осуществляющей охрану плотины организации ФГУП «Охрана» Минтранса РФ, предпринимаются попытки не допускать на плотину туристов, рыболовов, других граждан со ссылкой на необходимость обеспечения транспортной безопасности на старинной несудоходной плотине. Жителями Вышнего Волочка и администрацией города на протяжении 2014—2016 годов направлены письма в различные инстанции с просьбой не препятствовать доступу граждан на плотину, демонтировать установленные на плотине заборы с колючей проволокой, испортившие исторический облик плотины и города в целом. В настоящий момент по соответствующим обращениям проводится работа с целью разрешения сложившейся ситуации.